# Marito in prova
Marito in prova (Lost and Found) è un film del 1979 diretto da Melvin Frank.
I protagonisti della pellicola sono George Segal e Glenda Jackson.

## Trama
Durante una settimana bianca sulle Alpi due strani incidenti causano l'incontro occasionale tra il maturo professore Adam Watson, rimasto vedovo da pochi mesi, e Patricia Brittenham, divorziata da qualche tempo. I due, tornati a casa, si sposano. Ben presto però Adam rivela la sua personalità di adulto rimasto giovane, fortemente dipendente dall'anziana madre. Patricia, non disposta a tollerare l'indole del marito, decide per una nuova separazione che spinge il marito a simulare un suicidio.